# Myotis brandtii
Pour les articles homonymes, voir Brandt.
Espèce
Statut de conservation UICN

 LC  : Préoccupation mineure
Le Murin de Brandt ou Vespertilion de Brandt (Myotis brandtii) est une espèce de chauves-souris très proche du murin à moustaches. Il est connu pour sa longévité exceptionnelle, d'environ 40 ans, rare pour un mammifère de cette taille.

## Étymologie
Le murin de Brandt est nommé en référence au biologiste allemand  du XIXe siècle Johann Friedrich von Brandt. Un synonyme parfois utilisé est vespertilion de Brandt.

## Description

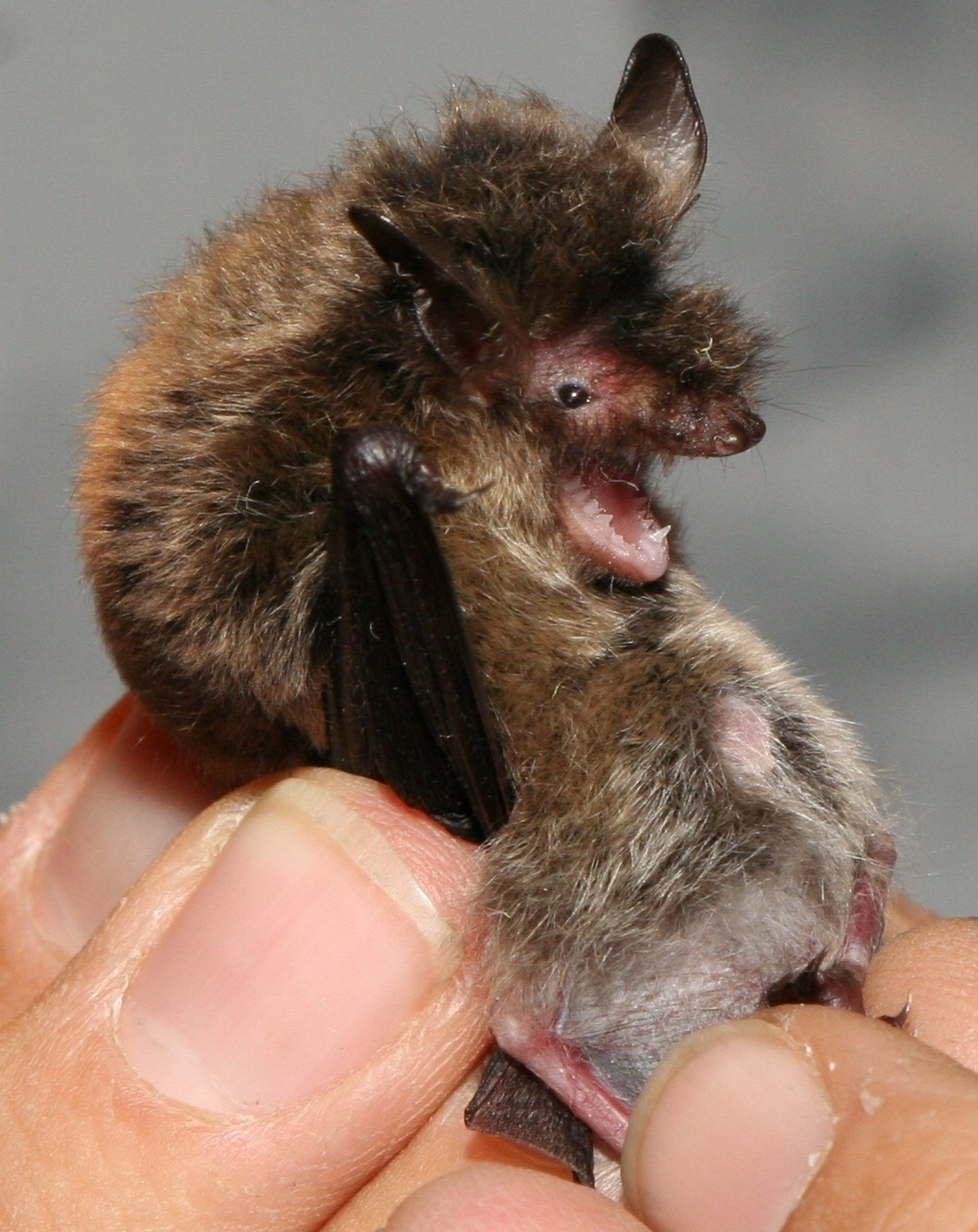
Un Murin de Brandt mâle, reconnaissable, entre autres, à son pénis renflé. La méthode de prise en main de cet individu est totalement inappropriée et cause un stress dispensable et dangereux pour l'animal.

Le murin de Brandt fait partie du groupe des myotis à museau noir. La différenciation avec des espèces proches (murin à moustaches ou murin d'Alcathoe) nécessite une identification rigoureuse. Comme celle-ci n'est pas toujours possible, certains naturalistes regroupent les observations des trois espèces ,. 
- Longueur de la tête et du corps : 3.9 - 5.1 cm
- Longueur de la queue : 3.2 - 4.4 cm
- Longueur de l'avant bras : 3.3 - 3.9 cm
- Longueur des oreilles : 13–17 mm
- Envergure : 19 - 24 cm
- Poids : 4.3 - 9.5 g

## Caractéristique
Petite espèce. Pelage relativement long, base des poils brun foncé cendré, dos brun clair avec reflets dorés. Oreilles, museau et membranes alaires brun moyen à brun clair.
Jeunes ressemblent beaucoup au Murin à moustache. Ces deux espèces sont difficiles à différencier, pénis chez les mâles du Grand Murin nettement épaissi à l'extrémité. 

## Distribution
Le murin de Brandt est présent en Europe de l'Angleterre et la Scandinavie (jusqu'au 65°N en Finlande) à la Bulgarie et l'Oural. Dans les Balkans, sa présence reste mal définie faute de prospection. En France, on a longtemps pensé que sa présence se limitait au Nord-Est du pays : Lorraine, Champagne, Île-de-France, Alsace et Franche-Comté. Selon des observations récentes, réalisées grâce à des détecteurs à ultra-sons, elle a été localisée à l'Ouest du massif central, localement dans le Centre et jusqu'en Charente Maritime en 2011.
En Suisse, le murin de Brandt est commun dans le Jura et rare dans les autres cantons où la répartition de l'espèce reste mal documentée.
En Belgique, l'espèce est connue dans les régions de Namur, au Luxembourg belge et dans la région de Liège.
Cette espèce est également signalée dans le Caucase, en Sibérie Occidentale, Centrale et Orientale, en Mandchourie et sur l'île d'Hokkaïdo au Japon.

## Sous espèces[2]
On connait au murin de Brandt deux sous-espèces :
- Myostis brandtii brandtii (seule sous-espèce présente en Europe et en Sibérie Occidentale) ;
- Myostis brandtii gracilis (présente en Asie, de la Sibérie centrale au Japon).

## Habitat
Chauve-souris forestière, vit dans des régions boisées et riches en points d'eau. Colonies de reproduction dans des fissures étroites de charpentes, des anfractuosité dans les bâtiments, des nichoirs à chauves-souris et derrière des volets. Quartiers d'hiver dans des grottes et des galeries (souvent partagés avec le Murin à moustache). Généralement suspendu seul mais aussi en grappe. Migrations de 230 km maximum.

## Alimentation
Sort dès la tombés du jour. Capture des papillons, des moustiques et d'autres diptères. Chasse dans des forêts moyennement denses et en survolant des points d'eau (vol faible et moyenne altitude caractérisés par des changements de direction rapides).

## Mœurs
Lorsqu'il est dérangé, le Murin de Brandt chante et émet un piaillement fort et aigu.

## Menaces et protection
Le murin de Brandt est protégé par la convention de Berne et par la directives Habitats. En France et en Belgique, il est protégé sur l'ensemble du territoire national.